# Ołeksandr Pindiejew
Ołeksandr Wałerijowycz Pindiejew, ukr. Олександр Валерійович Піндєєв (ur. 13 marca 1971 w Odessie) – ukraiński piłkarz, grający na pozycji napastnika.

## Kariera piłkarska

### Kariera klubowa
Wychowanek Szkoły Piłkarskiej w Odessie. Rozpoczynał w 1976 na pozycji bramkarza. Pierwszy trener A. Rożko. W 1990 rozpoczął karierę piłkarską w drugiej drużynie Czornomorca Odessa, a w 1991 debiutował w podstawowej jedenastce klubu. W kwietniu 1992 przeniósł się do Worskły Połtawa, skąd został wypożyczony do zespołu Kremiń Krzemieńczuk. Podczas przerwy zimowej sezonu 1994/95 wyjechał do Łotwy, gdzie podpisał kontrakt z Skonto FC. W 1997 przez pół roku bronił barw rosyjskiego Mietałłurga Lipieck, a latem 1997 powrócił do Skonto FC. W 1998 z powodu ciężkiej kontuzji był zmuszony zakończyć karierę piłkarską.

## Sukcesy i odznaczenia

### Sukcesy klubowe
- mistrz Łotwy: 1995, 1996, 1997, 1998
- zdobywca Pucharu Łotwy: 1995, 1997, 1998
- finalista Pucharu Łotwy: 1996